# Caustic Love
Albums de Paolo Nutini
Sunny Side Up
Singles
Caustic Love est le 3e album de l'artiste écossais Paolo Nutini. L'album est paru le 14 avril 2014 sous Atlantic Records et reste 3 semaines consécutives en tête des ventes au Royaume-Uni. Il s'écoule à 109 000 exemplaires la première semaine de sa sortie. Scream (Funk My Life Up) est le premier single extrait de l'album.

## Listes des titres
| No  | Titre                             | Auteur | Producteurs                          | Durée |
| --- | --------------------------------- | ------ | ------------------------------------ | ----- |
| 1.  | Scream (Funk My Life Up)          |        | Paolo Nutini, Dani Castelar          | 3:09  |
| 2.  | Let Me Down Easy                  |        | Nutini, Castelar                     | 3:32  |
| 3.  | Bus Talk (Interlude)              |        | Nutini, Castelar                     | 1:31  |
| 4.  | One Day                           |        | Nutini, Castelar, Abrahams           | 5:06  |
| 5.  | Numpty                            |        | Nutini, Castelar, Abrahams           | 3:54  |
| 6.  | Superfly (Interlude)              |        | Nutini, Castelar, Abrahams           | 1:13  |
| 7.  | Better Man                        |        | Nutini, Castelar                     | 5:29  |
| 8.  | Iron Sky                          |        | Nutini, Castelar                     | 6:13  |
| 9.  | Diana                             |        | Nutini, Castelar                     | 3:36  |
| 10. | Fashion en duo avec Janelle Monae |        | Nutini, Castelar, Abrahams, D. Sardy | 3:06  |
| 11. | Looking For Something             |        | Nutini, Castelar                     | 6:22  |
| 12. | Cherry Blossom                    |        | Nutini, Castelar                     | 6:18  |
| 13. | Someone Like You                  |        | Nutini, Castelar                     | 2:09  |